# ENFJ
ENFJ, de Extroversão, iNtuição, Sentimento(Feeling), Julgamento,  é um dos tipos de personalidade definidos pelo psiquiatra Carl Gustav Jung. De acordo com a frequência, de população dos Estados Unidos, há em cerca de 2,45% da população com esse tipo de personalidade. Faz parte do temperamento Idealista.